# 크로스노군 (루부시주)

루부시주 지도에 표시된 크로스노군의 위치

크로스노군(폴란드어: powiat krośnieński)은 폴란드 루부시주에 위치한 군으로 군청 소재지는 크로스노오잔스키에이며 면적은 1,390km2, 인구는 55,018명(2019년 6월 30일 기준), 인구 밀도는 40명/km2이다.
북서쪽으로는 스우비체군, 북쪽으로는 술렝친군, 북동쪽으로는 시비에보진군, 남쪽으로는 지엘로나구라군, 자리군과 접하며 서쪽으로는 독일과 국경을 접한다. 7개 지방 자치체(1개 도시, 1개 도시형 농촌, 5개 농촌)를 관할한다.

군기
군 문장